# Lünette (Geologie)
Als Lünette werden bogenförmige, relativ niedrige Einzeldünen bezeichnet, die ihr Deflationsgebiet unmittelbar im Lee umringen. Sie ähneln Parabeldünen, besitzen aber keinen aktiven Rutschhang.

## Etymologie
Der Begriff Lünette leitet sich ab vom Diminutiv des Französischen Wortes lune mit der Bedeutung kleiner Mond. Der Plural lunettes bedeutet Brille.

## Beschreibung
Lünette, im Englischen auch als clay dunes (Ton- bzw. Lehmdünen) oder lunette-dunes und im Französischen als bourrelets bezeichnet, ähneln in ihrer Gestalt und in ihrer Ausrichtung gegenüber der vorherrschenden Windrichtung den Parabeldünen. Sie sind keine reinen Sanddünen, sondern werden aus einem Partikelgemisch aufgebaut, darunter Tonminerale, Gips, Dolomit und Muschelschalenreste salztolerierender Mollusken. Der enthaltene Quarzsandanteil kann manchmal mehr als 50 % betragen. Die Tonfraktion liegt wegen der flokkulierenden Wirkung der Salze als kleine Kügelchen (Pellets) vor. Letztere werden oft in den Zentralteil der Lunette, der aus der Sandfraktion besteht, ausgeblasen. Die Sande sind auf Seespiegelhochstände mit gesteigerter Brandung zurückzuführen, wohingegen die Tone fallende Pegel mit anschließender Austrocknung anzeigen.
Lünette sind Einzeldünen, die immer hinter Geländevertiefungen wie beispielsweise Salzpfannen, Playa oder Sabchas entstehen. Ihr Grundriss ist meist brillenförmig gebogen, kann aber im Lee von Lagunen oder Gezeitenkanälen mäanderartig verlaufen oder unregelmäßig werden. Ihre Länge ist abhängig von den Ausmaßen der vorgelagerten Geländedepression. Kleine Lünette bewegen sich im Zehnermeter-Bereich, jedoch können holozäne Lünette Australiens durchaus Längen im Zehnerkilometer-Bereich annehmen. Lünette werden nur selten mehr als 15 Meter hoch. Aufrisse von Lünette sind sehr variabel. So können asymmetrische Formen entweder einen steileren Luv- oder einen steileren Leehang aufweisen. Symmetrische Formen sind meist abgerundet.

## Entstehung und Klimaindikator
Über den Entstehungsprozess von Lünette wurde lange Zeit debattiert, jedoch hat sich durch die Arbeiten von Tricart (1954a und 1954b), Price und Kornicker (1961) und Price (1963) herausgestellt, dass Lünette eindeutig äolische Transportkörper darstellen. Transportagens sind unidirektionelle Winde, die lose Ton-, Salz- und Schalenpartikel aus zeitweilig eingetrockneten Wasserkörpern verblasen. Insofern können Lunette durchaus wertvolle paläoklimatische Hinweise liefern. Für die südlichen High Plains in Texas bekunden sie beispielsweise ein Einsetzen von hyperariden Umweltbedingungen ab 7000 v. Chr. mit Dünenablagerungen im Zeitraum 4000 bis 2500 v. Chr.
Die Stratigraphie der australischen Lünette enthält oft Holzkohle und datierbare Karbonate und ermöglicht somit eine klimatische Rekonstruktion. Demzufolge herrschte in Südaustralien bis 43.000 v. Chr. Eine langanhaltende Trockenheit, die im Zeitraum 43.000 bis 24.000 v. Chr. von einer Feuchtperiode abgelöst wurde. Zwischen 24.000 und 16.000 v. Chr. waren die Seespiegel erneut rückläufig mit zunehmender Salinität. Ab 15.000 v. Chr. setzte dann die bis heute andauernde Aridität ein.

## Vorkommen
Das Vorkommen aktiver Lünette ist an heiße Klimazonen mit ausgesprochenen, jahreszeitlich bedingten Trockenheitsperioden gebunden. Sie treten daher beispielsweise an den Rändern der Sahara (z. B. algerische Salzseen) und an der westlichen Umrandung des Golfs von Mexiko auf. Lünette, die vor noch nicht allzu langer Zeit tätig waren, finden sich vor allem in Südostaustralien und örtlich begrenzt in Südafrika.
Vorkommen im Einzelnen:
- Algerien:
  - Ben Ziane (Sabcha)
  - Gareat El Taref (Schott)
  - Ouargla (Schott)
- Australien
  - New South Wales – Lake Warrawenia
- Botswana
- Mauretanien:
  - Diawling-Nationalpark
- Russland – Sibirien
- Senegal:
  - Casamance
- Südafrika
  - Kalahari
- Tunesien
- Vereinigte Staaten:
  - Texas – südliche High Plains